# Oğuzhan Demirci
Muhammed Oğuzhan Demirci (* 15. Juni 1999 in Ludwigshafen-Oggersheim) ist ein deutsch-türkischer Fußballspieler.

## Karriere
Demirci begann seine Fußballkarriere in Ludwigshafen beim FSV Oggersheim und wechselte 2010 zum SV Waldhof Mannheim 07. Dort verblieb er bis 2013 und schloss sich anschließend dem 1. FC Kaiserslautern an. Bei Kaiserslautern verbrachte er die folgenden zwei Saisons und wechselte im Anschluss zum SV Sandhausen.
Von 2016 bis 2018 spielte der Linksfüßer für die Jugend des SV Darmstadt 98. In der U-19 verbrachte er seine Zeit als Kapitän.
Nach seiner Jugend-Karriere beim SV Darmstadt 98 wechselte der Offensiv-Spieler zur Saison 2018/19 nach Slowenien zum Zweitligisten NK Radomlje und unterschrieb seinen ersten professionellen Vertrag im Alter von 18 Jahren. In der ersten Saison erzielte er zwei Tore und 14 Vorlagen in 24 Spielen, bei denen er zum Einsatz kam.
2019 transferierte der Deutsch-Türke in die Türkei und unterschrieb einen Zwei-Jahres-Vertrag beim Viertligisten Bayrampaşaspor. Dort verbrachte er eine halbe Saison und wechselte daraufhin zum im Januar 2020 zum Drittligisten Amed SK.